# カンタベリーのエアドメルス

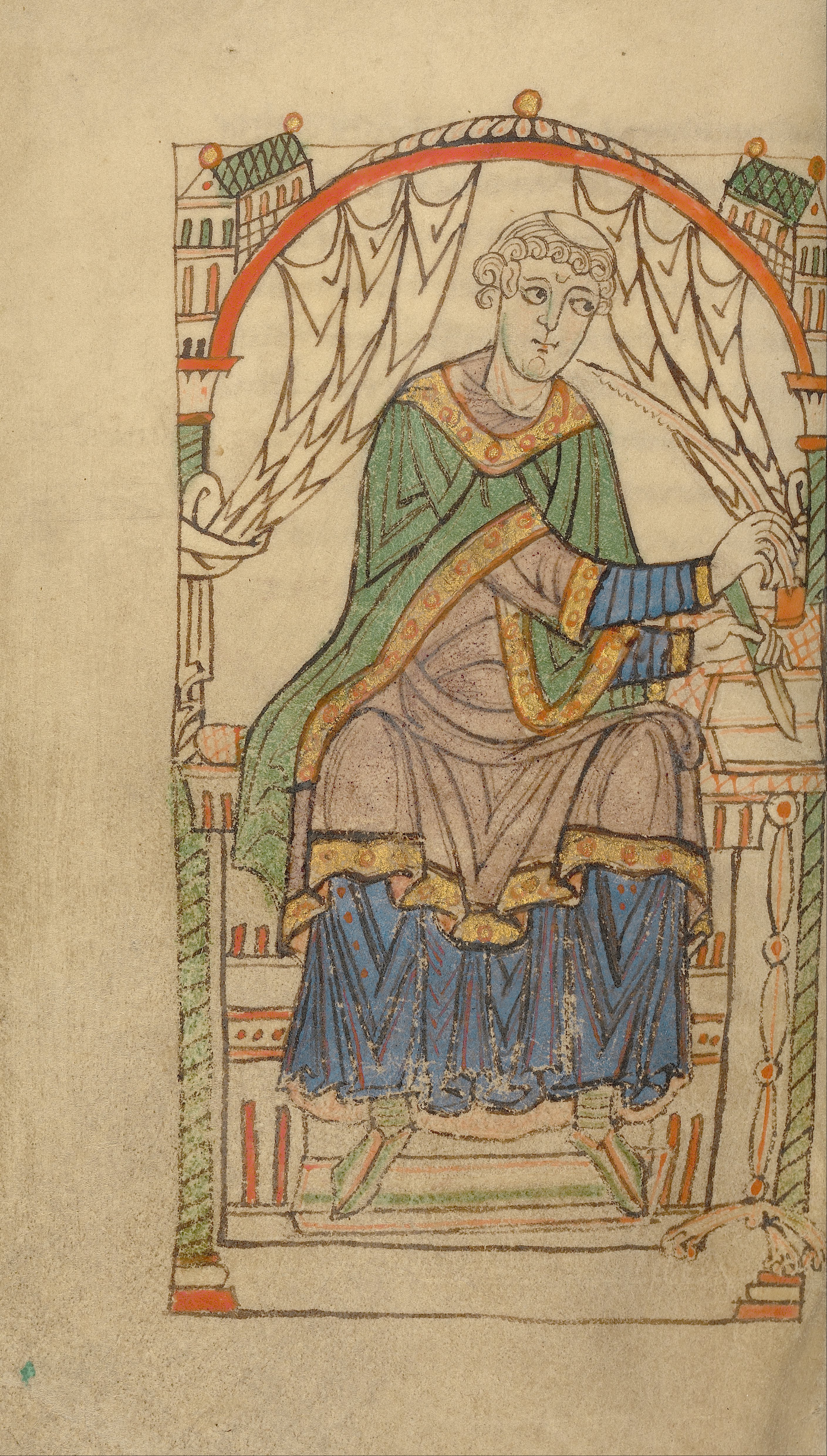
エアドメルス

カンタベリーのエアドメルス（羅: Eadmerus Cantuariensis、1060年頃 – 1126年頃）は、イングランドの教会史家、神学者。カンタベリーのアンセルムスの同時代に書かれた伝記『アンセルムス伝』の著者であり、また『イギリスにおける新時代の歴史』でアンセルムスの公的な面を記述したことで知られる。エアドメルスの史書はカンタベリー大司教座のヨークに対する優位性を支持するために書かれたが、このことはアンセルムスの中心的な関心事でもあった。

## 生涯
エアドメルスはノルマン・コンクエスト（1066年）の直前にアングロ・サクソン人の家柄に生まれた。彼はベネディクト会の修道院であったカンタベリーのクライスト・チャーチで修道士となった。そこで彼は当時ベック修道院長としてイングランドを訪れていたアンセルムスと親交を結んだ。この交際関係は1093年にアンセルムスがカンタベリー大司教となってから再開された。それ以降、エアドメルスはアンセルムスの弟子であるだけではなく友人となり、さらに教皇ウルバヌス2世によって秘書になることを定められた。
1120年にはケル・リークモネ司教に選出されたが、スコットランド人がカンタベリー大司教座の権威を認めないために彼は決して叙階を受けず、その後すぐに司教職を辞退した。彼の死は1126年かそれ以降とされる（しかし"Early Scottish Charters, Prior to 1153", Sir Archibald Campbell Lawrie (editor), Glasgow, 1910, Published by James Maclehose and Sons, Glasgow, 1905, p291 では1123年1月13日が彼の命日と述べられている）。エアドメルスは聖母の無原罪の御宿りの教義を深い洞察をもって唱道した最初の人物として評価される。彼はこれを著書『聖母マリアの御やどりについて』で一般的な慣習を擁護した際に唱えた。

## 著作
エアドメルスは多数の著作を残しているが、中でも最も重要なのは、1066年から1122年までのイングランドの歴史を主に扱った『イギリスにおける新時代の歴史』である。主に教会に関する出来事を扱ってはいるものの、本書はこの種の文献の中でもっとも有用にして価値のあるものとして研究者たちに認められている。本書は1623年にジョン・セルデンによって初めて編纂され、その後マーティン・ルールによってロールズ・シリーズ(London, 1884)の一環として『アンセルムス伝』とともに編纂された。1963年にはリチャード・ウィリアム・サザンが『アンセルムス伝』を対訳版として再編纂し、1964年にはジェフリー・ボサンケットがロールズ版『新時代の歴史』を翻訳した。  
1124年頃に書かれ、1551年にアントウェルペンで初めて印刷された『アンセルムス伝』はアンセルムスの同時代の伝記の中でも最良のものとされる。エアドメルスは『ドゥンスタン伝』、『ブレグウィン伝』、『オズワルド伝』も書いているが『アンセルムス伝』よりは重要性が落ちる。エアドメルスの多くの著作の写本がケンブリッジ大学コーパス・クリスティ・カレッジの図書館に収蔵されている。
- Historia novorum, ed. M. Rule, Eadmeri Historia novorum in Anglia. Rolls Series 81. 1884.
- Vita S. Anselmi "Life of St Anselm" (c. 1124), ed. and tr. R.W. Southern, Eadmer, The life of St Anselm, archbishop of Canterbury. 2nd edn. OMT. Oxford, 1972.
- Vita S. Oswaldi "Life of St Oswald" and Miracula S. Oswaldi, ed. and tr. Bernard J. Muir and Andrew J. Turner, Eadmer of Canterbury. Lives and Miracles of Saints Oda, Dunstan, and Oswald. OMT. Oxford, 2006. 213-98 and 290–324; ed. J. Raine, Historians of the Church of York and its Archbishops. Rolls Series 71. 3 vols: vol 2. London, 1879. 1–40 and 41–59.
- Vita Wilfridi Episcopi "Life of Bishop Wilfrid", ed. J. Raine, Historians of the Church of York and its Archbishops. Rolls Series 71. 3 vols: vol 1. London, 1879. 161–226.
- Breviloquium Vitae Wilfridi, ed. J. Raine, Historians of the Church of York and its Archbishops. Rolls Series 71. 3 vols: vol 1. London, 1879. 227-37.
- Vita S. Odonis "Life of St Oda", Archbishop of Canterbury, ed. and tr. Bernard J. Muir and Andrew J. Turner, Eadmer of Canterbury. Lives and Miracles of Saints Oda, Dunstan, and Oswald. OMT. Oxford, 2006. 1–40.
- Vita S. Dunstani "Life of St Dunstan", Archbishop of Canterbury, and Miracula S. Dunstani, ed. and tr. Bernard J. Muir and Andrew J. Turner, Eadmer of Canterbury. Lives and Miracles of Saints Oda, Dunstan, and Oswald. OMT. Oxford, 2006. 41–159 and 160–212; ed. W. Stubbs, Memorials of St Dunstan, archbishop of Canterbury. Rolls Series 63. London, 1874. 162–249, 412–25.
- "Life of St Bregowine", Archbishop of Canterbury, ed. Henry Wharton, Anglia Sacra. London, 1691. 75–87 (where the Life is wrongly attributed to Osbern).

### 日本語訳
『聖母無原 罪の御孕り論 』 （笹谷道雄訳。ドンーボスコ社、一九五三年)
「聖母マリアの御やどりについて」『中世思想原典集成10 修道院神学』矢内義顕訳、平凡社、1997年10月1日、ISBN 4-582-73420-0